# Birger Eriksen

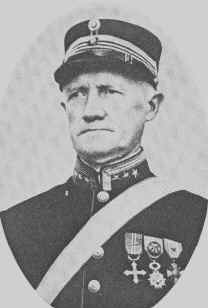
Oberst Birger Eriksen

Birger Kristian Eriksen (* 17. November 1875 in Flakstad auf den Lofoten; † 16. Juli 1958 in Drøbak) war ein norwegischer Offizier, zuletzt im Range eines Obersten.

## Familie
Eriksens Eltern waren der auf dem damals zur Kommune Moskenes, heute zu Kommune Flakstad gehörigen nördlichen Teil der Insel Moskenesøy wohnende Kaufmann und Schiffskapitän Caspar Edvard Eriksen und dessen Ehefrau Jensine Petrine geb. Arentzen. Birger ging bereits im Alter von 12 Jahren, als sein Vater verstorben war, nach Kristiania, um dort seine schulische Ausbildung fortzusetzen.
Am 21. November 1903 heiratete er Christiane Sæhlie (* 1874 in Vang). Das Paar hatte einen Sohn und zwei Töchter.

## Laufbahn
Nach seinem Schulabschluss 1893 ging Eriksen für drei Monate an die Technische Hochschule Charlottenburg und trat dann in die norwegische Militärakademie ein, die er 1896 als Infanterieoffizier abschloss. Im Jahr 1899 wechselte er zur neu gegründeten Festungsartillerie, wo er 1901 zum Hauptmann befördert wurde. 1915 wurde er Major und Kommandant der Festung Tønsberg. Noch im gleichen Jahr wurde er zum Kommandanten der Festung Agdenes am Trondheimfjord ernannt. 1918 erfolgte seine Beförderung zum Oberstleutnant. 1931 wurde er Kommandeur der Küstenbatterien von Bergen und zum Oberst befördert. Im Jahre 1933 erhielt er das Kommando über die Festung Oscarsborg bei Drøbak am Oslofjord.

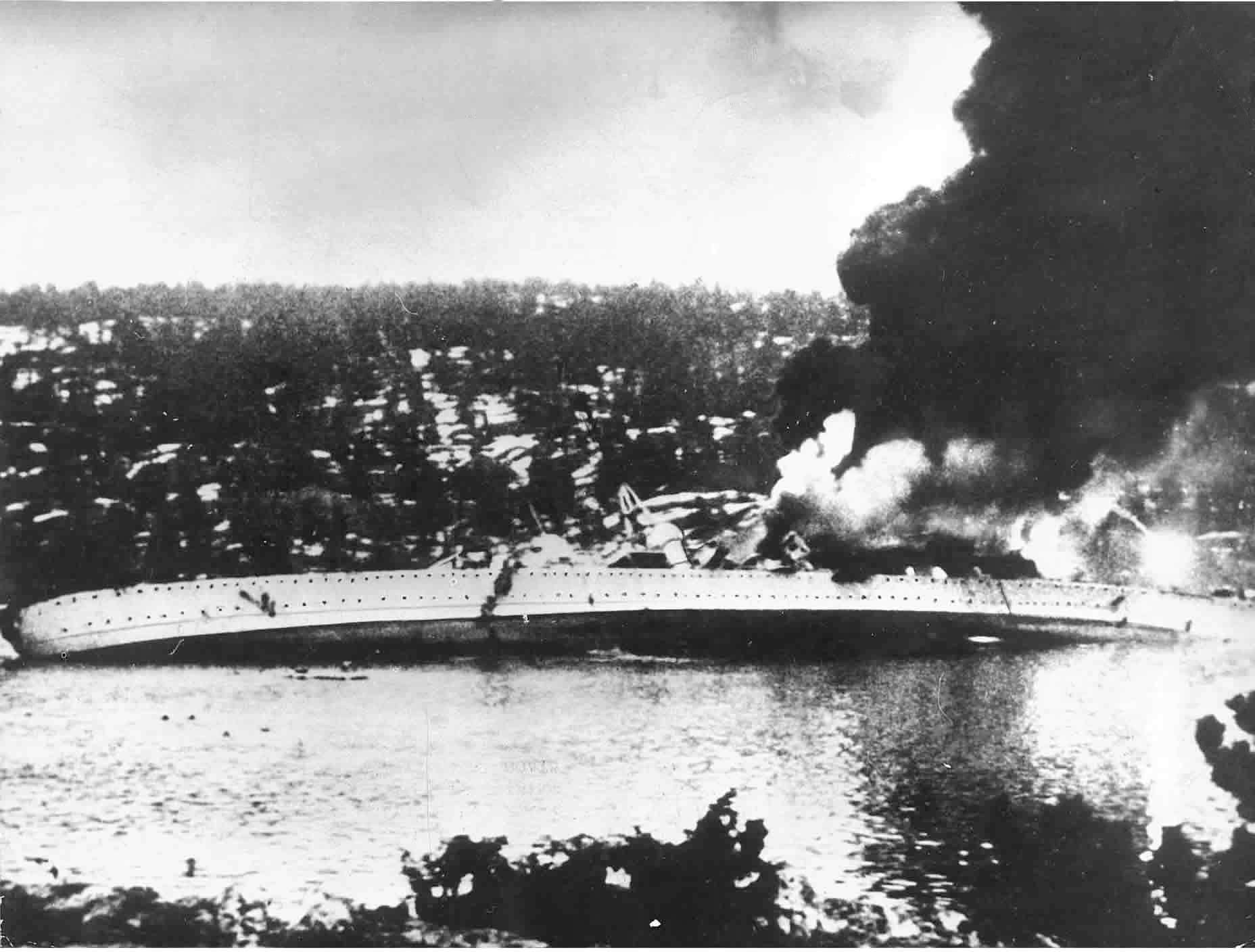
Untergang der Blücher

Diese Dienststellung hatte er auch noch inne, als die deutsche Wehrmacht am 9. April 1940 Norwegen überfiel. Er ist am bekanntesten dafür, ohne Rücksprache mit der norwegischen Heeresleitung den Feuerbefehl auf den in den Oslofjord einlaufenden Schweren Kreuzer Blücher gegeben zu haben, wofür er zunächst getadelt, dann aber geehrt wurde. Mit der Versenkung der Blücher und der dadurch verursachten Verzögerung der deutschen Besetzung von Oslo verschaffte Eriksen dem norwegischen König, der Regierung und den Abgeordneten des Parlaments (Storting) den notwendigen zeitlichen Vorsprung, um Oslo zu verlassen und die Führung des norwegischen Widerstands gegen die deutschen Invasoren aufzunehmen. Insbesondere war es dem Parlament dadurch möglich, sich außerhalb Oslos noch einmal zu versammeln und dabei der Regierung formell den Auftrag zu geben, das Land vom Exil her zu vertreten. Auch die Auslagerung der norwegischen Goldreserven konnte dadurch ermöglicht werden.
Im November 1940 trat Eriksen altersbedingt in den Ruhestand.

## Kritik und Ehrungen

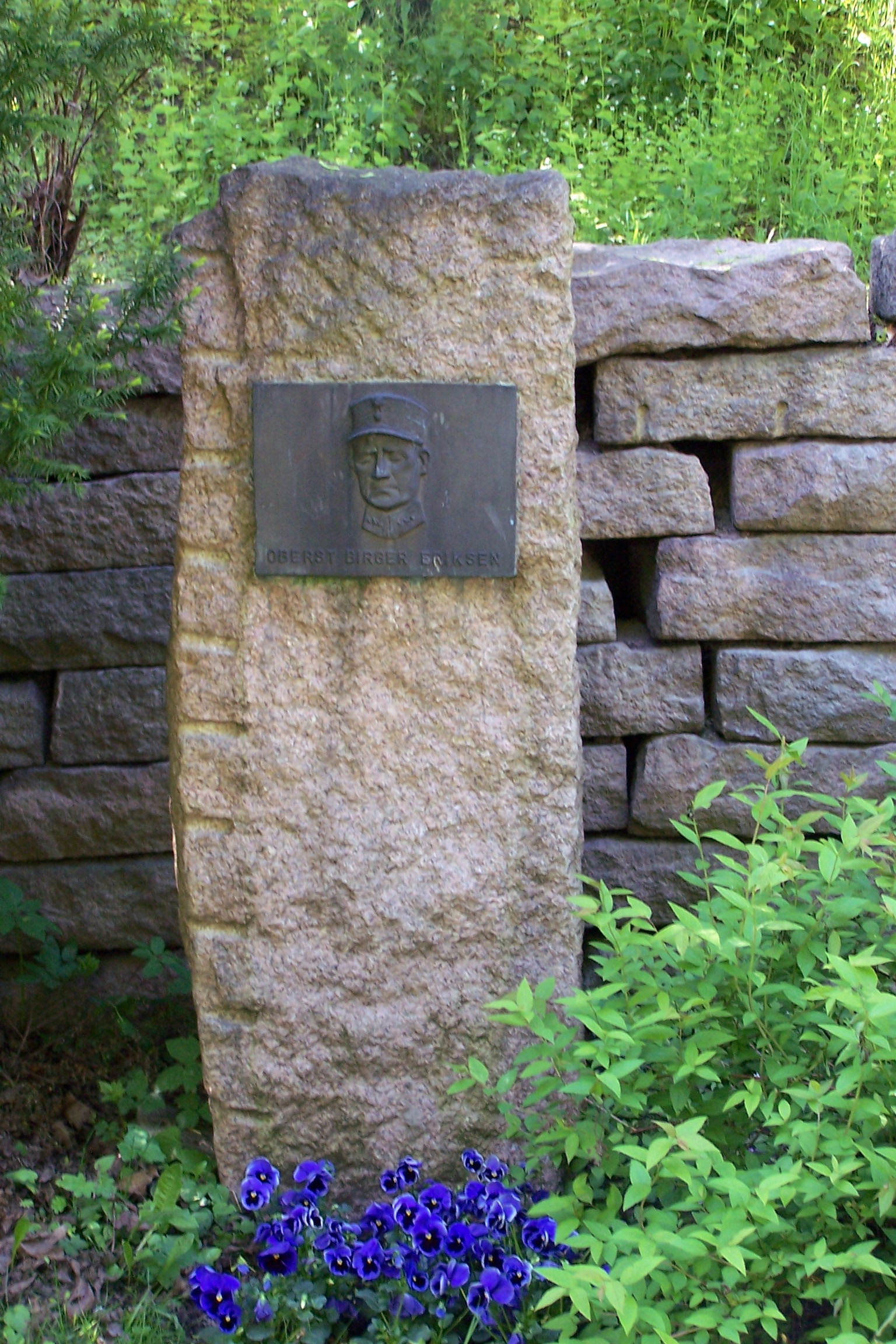
Grabmal Eriksens auf dem Friedhof Vår Frelsers Gravlund

Nach dem Ende des Krieges musste sich Eriksen zunächst vor zwei parlamentarischen Kommissionen rechtfertigen, die ihm vorwarfen, er habe Oscarsborg zu schnell an die deutschen Invasoren übergeben, wurde jedoch beide Male ehrenhaft von den Vorwürfen freigesprochen. Noch 1945 wurde er mit dem höchsten norwegischen Militärorden, dem Kriegskreuz mit Schwert, ausgezeichnet. Daneben wurde er auch mit der norwegischen Verteidigungsmedaille („Deltagermedaljen 9. april 1940 - 8. mai 1945“) mit Rosette, dem französischen Croix de guerre und dem Offizierskreuz der französischen Ehrenlegion ausgezeichnet.
Birger Eriksen starb als gefeierter Kriegsheld am 16. Juli 1958. Sein Leichnam wurde nach feierlicher Zeremonie im Neuen Krematorium von Oslo eingeäschert und die Urne wurde in der Kirche von Drøbak beigesetzt. Auf Initiative einer zu seiner Ehrung gebildeten privaten Bewegung wurde die Urne am 4. Oktober 1977 exhumiert und im Ehrenhain des Friedhofs Vår Frelsers Gravlund in Oslo bestattet.
Bei den Feierlichkeiten zur 50. Wiederkehr des Kriegsendes enthüllte König Harald V. am 6. Mai 1995 eine Statue Eriksens auf dem Borggården Platz vor der Hauptfestung von Oscarsborg.